# Festival di San Sebastián 1960
L'8ª edizione del Festival internazionale del cinema di San Sebastián si è svolta a San Sebastián dal 9 al 19 luglio 1960.

## Selezione ufficiale

### Concorso
- La battaglia di Austerlitz (Austerlitz), regia di Abel Gance
- De espaldas a la puerta, regia di José María Forqué
- Der Jugendrichter, regia di Paul Verhoeven
- He nacido en Buenos Aires, regia di Francisco  Múgica
- I magliari, regia di Francesco Rosi
- Il rossetto, regia di Damiano Damiani
- La mentira tiene cabellos rojos, regia di Antonio Isasi-Isasmendi
- Un colpo da otto (League of Gentlemen), regia di Basil Dearden
- Miejsce na ziemi, regia di Stanisław Różewicz
- Nammina Bantu, regia di Adurthi  Subba Rao
- Robo no ishi, regia di Seiji Hisamatsu
- Giulietta, Romeo e le tenebre (Romeo, Julie a tma), regia di Jiří Weiss
- I dannati e gli eroi  (Sergeant Rutledge), regia di John Ford
- Simitrio, regia di Emilio Gómez Muriel
- Pelle di serpente (The Fugitive Kind), regia di Sidney Lumet

### Fuori concorso
- Ascensore per il patibolo (Ascenseur pour l'échafaud), regia di Louis Malle
- Lazarillo de Tormes (El Lazarillo de Tormes), regia di César Ardavin
- La Millième Fenêtre, regia di Robert Ménégoz
- Il testamento di Orfeo (Le testament d'Orphée ou ne me demandez pas pourquoi), regia di Jean Cocteau
- Luna Park, regia di Rubén W. Cavallotti
- Paraíso escondido, regia di Mauricio de la Serna e Raphael J. Sevilla
- Il treno della notte (Pociąg), regia di Jerzy  Kawalerowicz
- Yo quiero vivir contigo, regia di Carlos Rinaldi

## Premi
- Concha de Oro: Giulietta, Romeo e le tenebre (Romeo, Julie a tma), regia di Jiří Weiss
- Concha de Plata al miglior regista: Sidney Lumet, per Pelle di serpente (The Fugitive Kind)
  - Menzione speciale a Francesco Rosi per I magliari
- Concha de Plata alla migliore attrice: Joanne Woodward, per Pelle di serpente (The Fugitive Kind)
- Concha de Plata al miglior attore: Richard Attenborough, Jack Hawkins, Bryan Forbes, Roger Livesey, Nigel Patrick per Un colpo da otto (League of Gentlemen)